# Rutan Long-EZ
Pour les avions de nom similaire, voir Rutan.

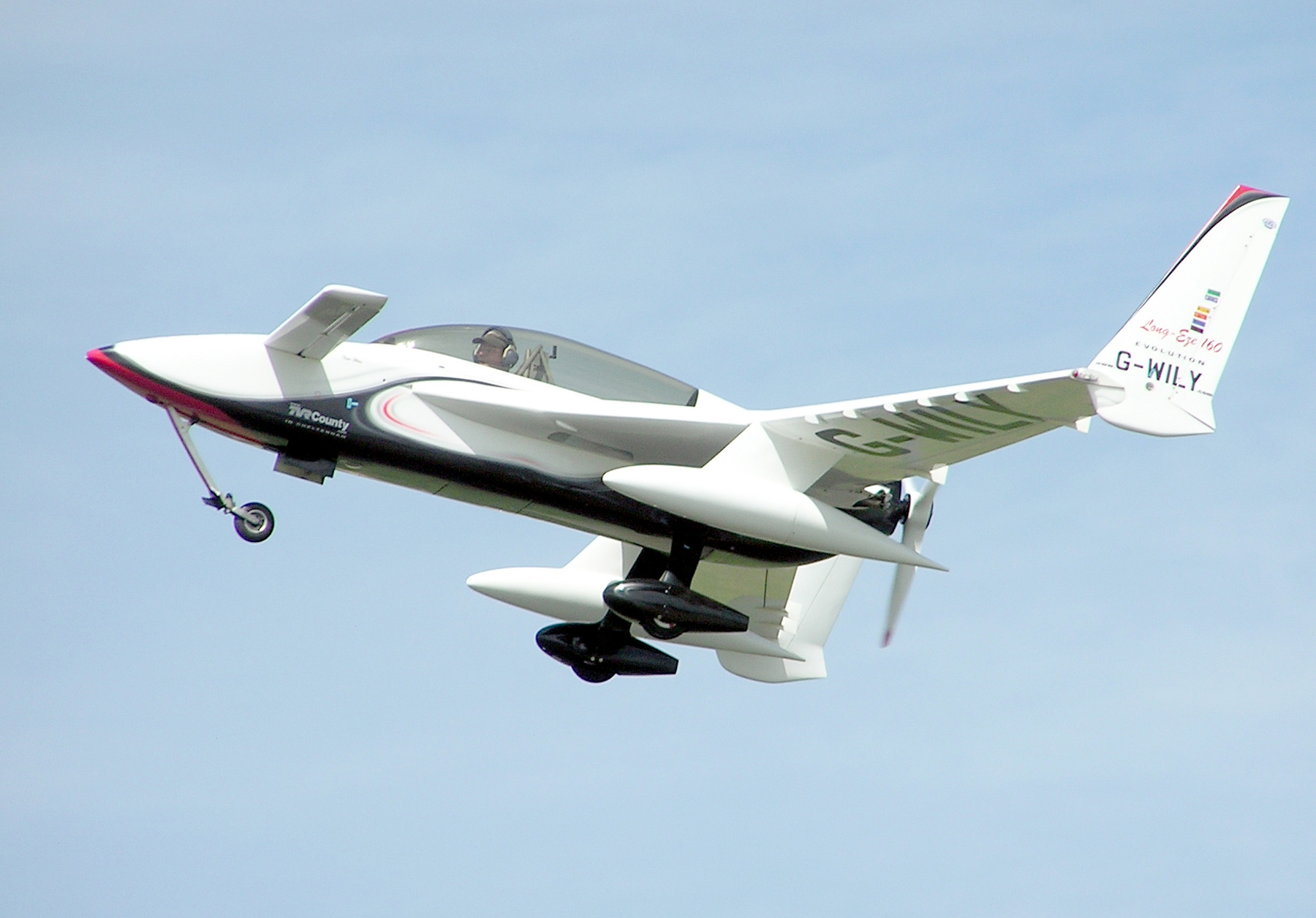
Rutan Long-EZ

Le Rutan Long-EZ est un avion canard biplace conçu par l'ingénieur américain Burt Rutan pour la construction amateur.
Dérivé du VariEze, le Long-EZ effectua son premier vol le 12 juin 1979.
Les liasses de plans ont été commercialisées à partir de 1980. En 2005, approximativement 700 Long EZ étaient immatriculés aux États-Unis.

## Design
L'avion est conçu principalement pour le voyage, pour des vols de longue distance avec une faible consommation : il peut voler plus de 10 h sur 2 500 km avec 190 litres de carburant.
Les différences principales par rapport au VariEze sont les suivantes :
- L'aile est de plus grande surface avec un profil différent (Eppler 1230 au lieu de Ga (W)-1) et moins de flèche (20 ° au lieu de 25,6 °).
- Le plan canard utilisait le même profil GU25-5(11)8 que celui du VariEze. Il a ensuite été remplacé par un profil (Roncz) moins sensible à la pluie.
- Le fuselage est légèrement plus large, avec des réservoirs de plus grande capacité et plus de place pour les bagages.
- L'avion est prévu pour un système électrique standard (démarreur et alternateur) et la possibilité d'utiliser un moteur plus lourd, le Lycoming O-235, sans avoir à lester l'avant pour maintenir un centrage correct.

## Cockpit et pilotage
Le pilote est assis dans une position semi-allongée et contrôle l'avion au moyen d'un mini-manche latéral. Seul le cockpit avant est pourvu de toutes les commandes. Le mini-manche actionné au poignet est placé sur la console latérale droite. Les commandes de gaz, réchauffe carburateur et mixture se trouvent sur la console gauche. La poignée de manivelle de commande de la roulette avant se trouve au centre du tableau de bord. En plus d'un aérofrein ventral, les deux dérives d'ailerons peuvent être actionnées pour servir d'aérofrein. 
L'avion ne décroche pas comme un avion conventionnel : si son incidence devient trop importante (angle du vent par rapport à la trajectoire) le plan canard décroche avant l'aile (calage différent)  ce qui fait piquer le nez de l'avion jusqu'à ce que l'avion reprenne de la vitesse.

## Caractéristiques
- Configuration canard, hélice à l'arrière
- Biplace en tandem, train tricycle, roue avant relevable
- Poids à vide : 400 / 420 kg
- Vitesse de croisière : 160 kt (296 km/h) à 19,3 L/h
- Distance franchissable (en croisière): 1 200 nm (2 222 km)
- Vitesse Max. (en palier): 185 kt (340 km/h)

## Dimensions
- Canard Envergure/Surface: 3,60 m / 1,19 m2
- Largeur Cockpit: 0,58 m

## Variantes

### CO-Z
Il existe une version dérivée biplace côte à côte établie par Nat Puffer en 1982, le Cozy CO-Z. 

Ce modèle a ensuite été agrandi en version 3 places, le Cozy III, puis en 4 places, le Cozy mk IV.

### Moteur à ondes de détonation pulsées

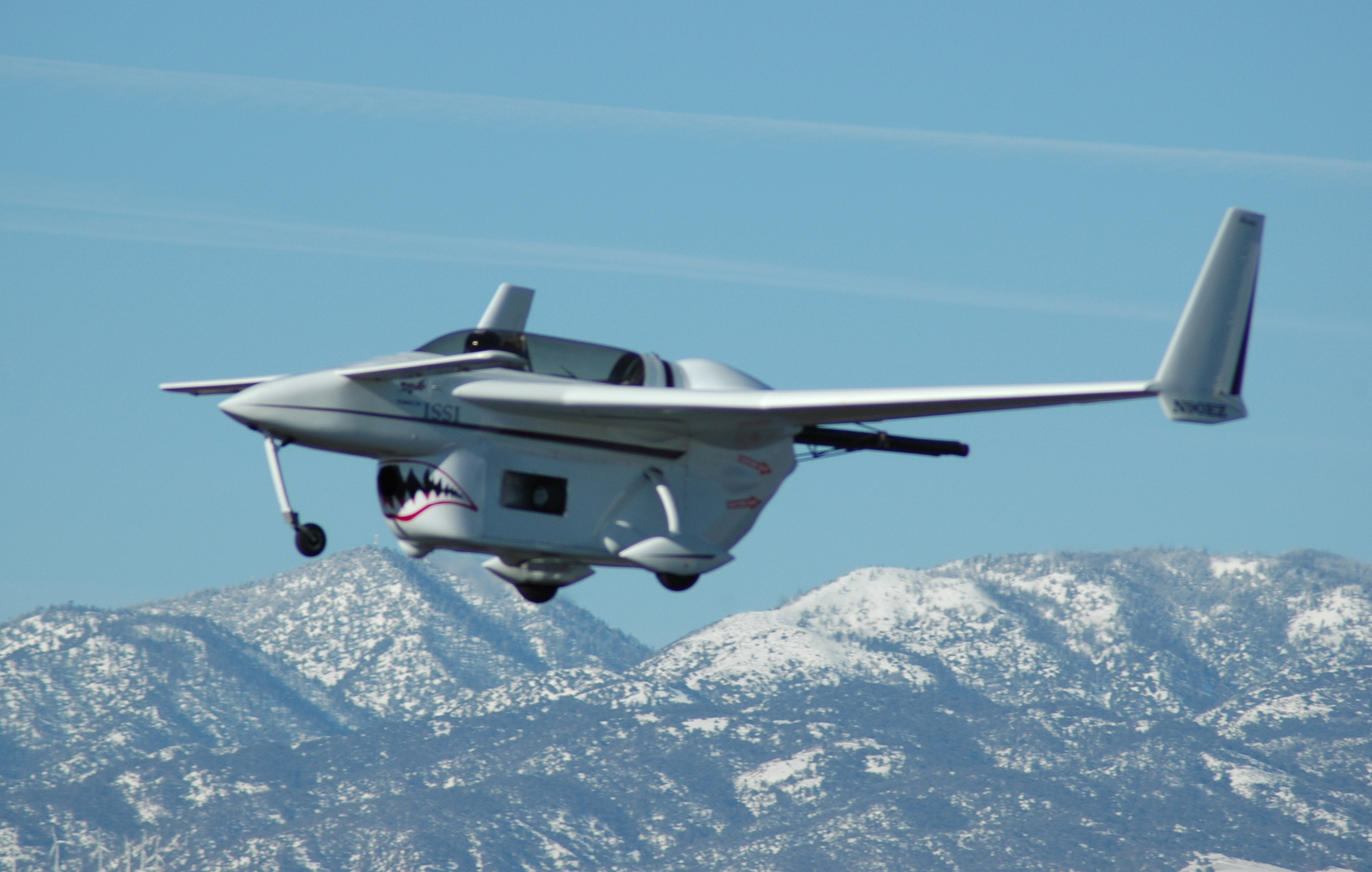
Le Rutan Long-EZ Borealis équipé d'un moteur à ondes de détonation pulsées.

Un Long-EZ modifié par un laboratoire de l'USAF, le Borealis, est devenu officiellement le premier avion à utiliser un moteur à ondes de détonation pulsées lors d'un vol le 31 janvier 2008.
VERSION DRONISÉE
AEROMET AURA
Drone construit en deux exemplaires  par la société américaine Aeromet Inc, pour l'armée américaine. Il est en réalité basé sur une version du Cozy, lui-même dérivé du Long-EZ.

### Divers
Le chanteur John Denver s'est tué aux commandes d'un Rutan Long-EZ en 1997.